# Bażantarnia (województwo wielkopolskie)
Bażantarnia – osada leśna położona w województwie wielkopolskim w powiecie ostrowskim w gminie Przygodzice.
W latach 1975–1998 miejscowość administracyjnie należała do województwa poznańskiego.